# Поморийски манастир
Поморийският манастир „Свети Георги“ е действащ, мъжки манастир на Българската православна църква. През 50-те години на XX век за кратко манастирът е имал статут на ставропигия. Днес е на подчинение на Сливенската епархия. От 2005 до 2024 година негов игумен е Агатополският епископ Йеротей.

## Местоположение
Манастирът днес е в очертанията град Поморие. В обителта се приемат поклонници за нощувка.

## История
Според преданието, Свети апостол Андрей Първозвани по път за Киев минал през Анхиало (днес Поморие). Има сведения, че монаси са живели по тези места още през 3 – 4 век.
В края на 17 век на мястото се заселва турският бей Селим и основава свое владение – чифлик. Според преданието, той страдал от тежка и неизлечима болест. Една нощ сънувал, че в двора на къщата му има чудотворна вода. Когато разкопал на указаното в съня място, Селим бей открил мраморен барелеф на Свети Георги, а под него – аязмо. С водата от извора той се излекувал и в знак на благодарност построил на това място параклис и заедно с цялото си семейство приел християнската вяра. След като овдовял, Селим бей дарил чифлика си от 3800 декара за манастирска земя.
Новата църква е издигната през 1858 година върху основите на стария параклис. Основан е и манастир, който придобива голямо богатство в имоти – манастирът има четиридесет и две стаи, четири склада, две конюшни, градина, разсадник, гумно, фурна и магазин. Всяка година на 23 април с Божествена литургия започва тридневен търговски панаир, който събира много хора от околните райони. След Съединението в 1885 година, българите започват да претендират за собственост на манастира и в крайна сметка той минава под върховенството на Българската екзархия със сила в 1906 година.
В манастира се пазят ценни иконографски образци от края на XVIII и началото на XIX век.

## Галерия
- Монашеската обител
- Барелефът на Св. Георги на църквата
- Камбанарията с аязмото
- Аязмото
- Фреската на Св. Георги на камбанарията
- Външен изглед
- Изглед към двора